# Austrian Holocaust Memorial Award

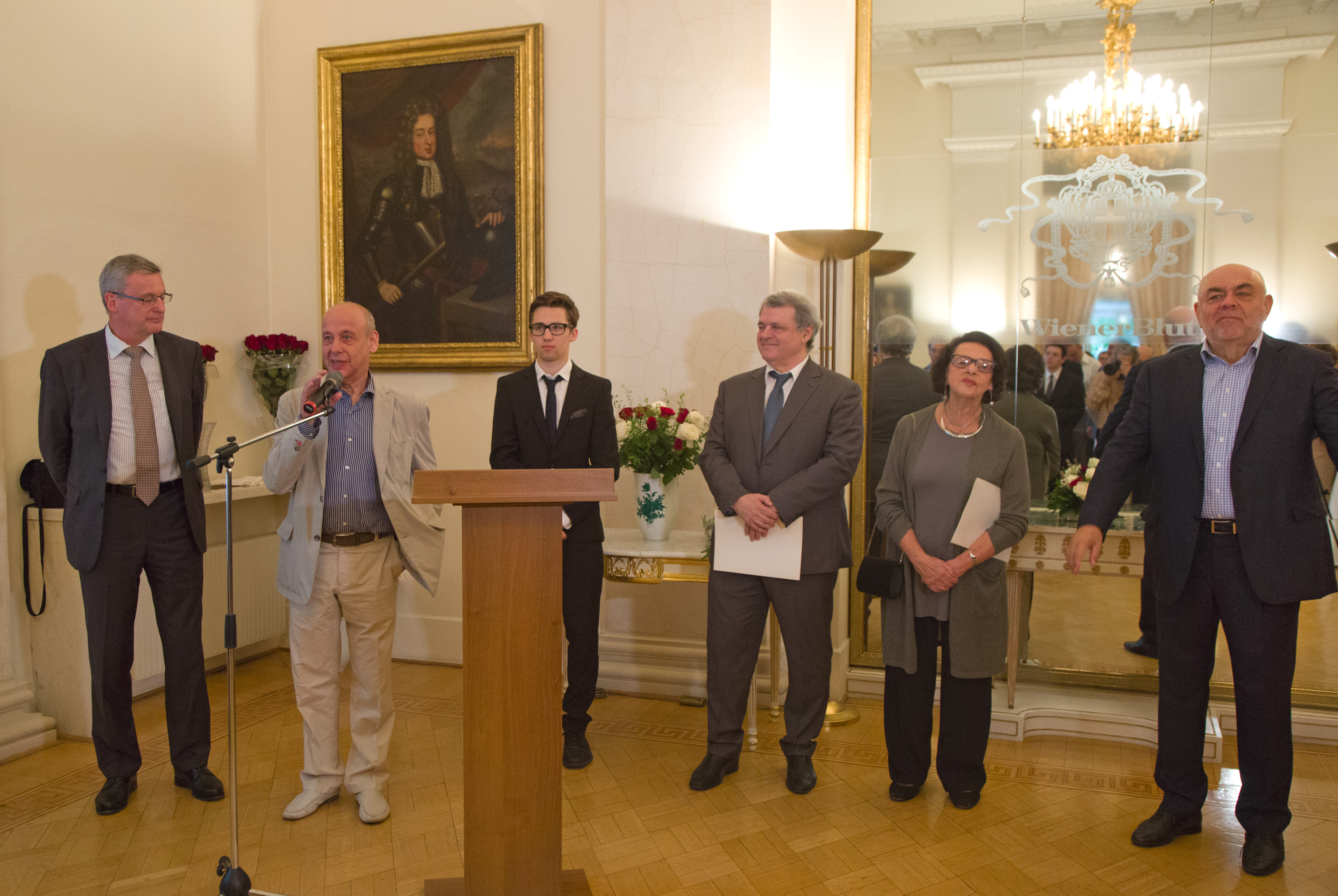
AHMA Verleihung 2018 in der österreichischen Botschaft in Moskau

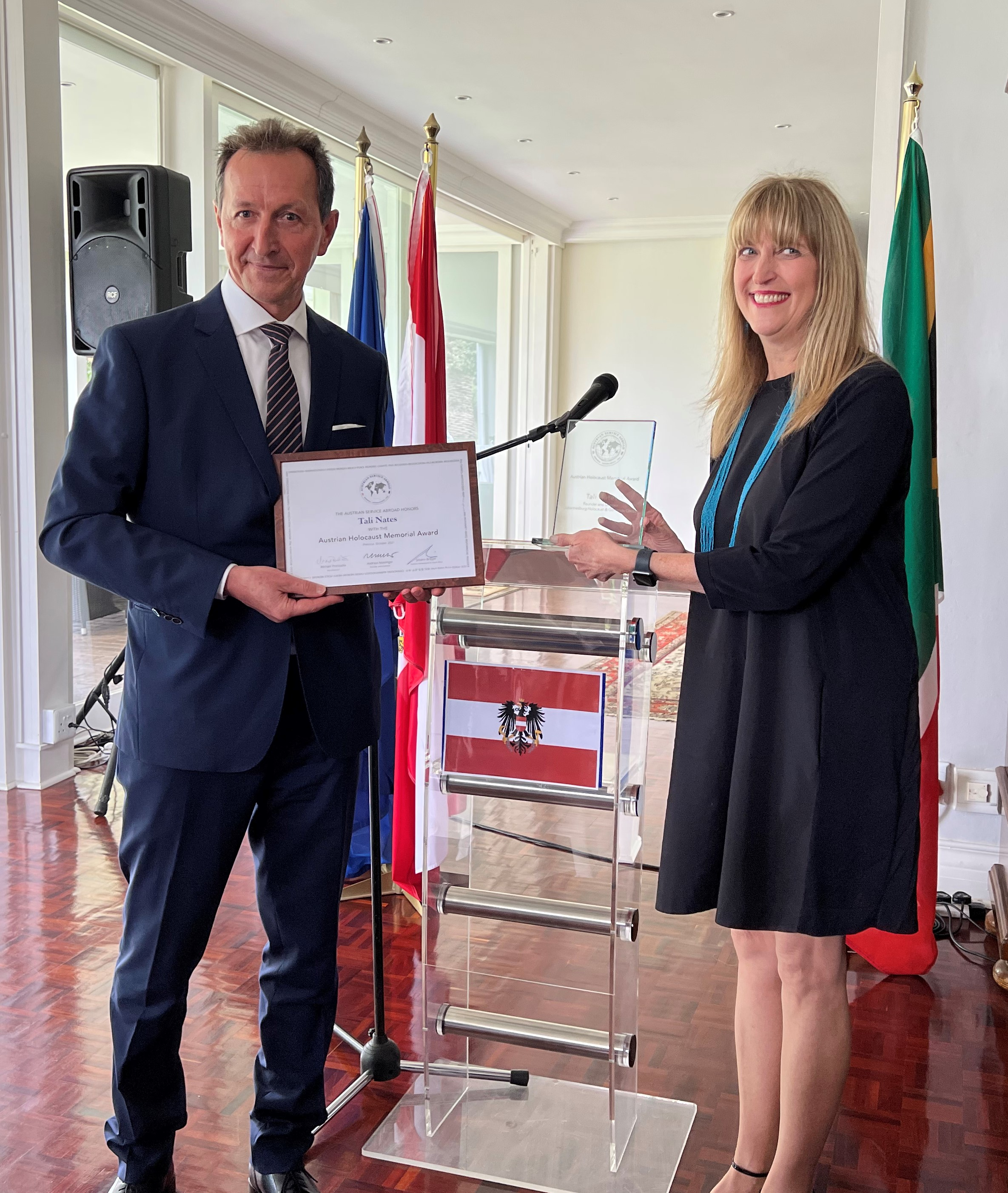
Österreichischer Botschafter in Südafrika Johann Brieger überreicht den AHMA an Tali Nates in Botschaftsresidenz in Pretoria am 28. Oktober 2021

Der Austrian Holocaust Memorial Award (AHMA) wird seit 2006 jährlich vom Verein Österreichischer Auslandsdienst vergeben.

## Preis
Der Preis wird jährlich an eine Person, Personengruppe oder eine Organisation vergeben, die sich besonders für das Gedenken an die Verbrechen des Nationalsozialismus engagiert hat und / oder besondere Beiträge zur Stärkung jüdischer Kultur oder jüdischen Lebens geleistet hat. Die Preisverleihung findet in Kooperation von Gedenkdienern des Vereins Österreichischer Auslandsdienst mit der örtlichen Botschaft statt.

## Preisträger
- 2006: Pan Guang, Zentrum für Jüdische Studien Shanghai, VR China
- 2007: Alberto Dines, Casa Stefan Zweig, Petrópolis, Brasilien
- 2008: Robert Hébras, Oradour-sur-Glane, Frankreich
- 2009: Jay M. Ipson, Virginia Holocaust Museum, Richmond (Virginia), USA
- 2010: Eva Marks, Melbourne, Australien[1]
- 2011: Auschwitz Jewish Center, Oświęcim, Polen
- 2012: Ladislaus Löb[2], Brighton, England
- 2013: Hugo Höllenreiner[3], Ingolstadt, Deutschland
- 2014: Marģers Vestermanis, Riga, Lettland
- 2015: Erika Rosenberg, Buenos Aires, Argentinien
- 2016: Giorgio Frassineti, Predappio (Forlì), Italien
- 2017: Ruben Fuks, Belgrad, Serbien[4]
- 2018: Alla Gerber und Ilja Altman, Moskau, Russland
- 2019: Tomislav Dulic, Uppsala, Schweden
- 2020: Dušan Stefančič, Ljubljana, Slowenien
- 2021: Tali Nates[5], Johannesburg, Südafrika
- 2022: Jeffrey D. Schwartz, NaTang und Glenn Leibowitz, Taipei, Taiwan
- 2023: Naomi Kramer und Carson Phillips, Montreal, Kanada